# Aer Bale
Aer Bale is een bestuurslaag in het regentschap Padang Lawas van de provincie Noord-Sumatra, Indonesië. Aer Bale telt 570 inwoners (volkstelling 2010).